# Ericrocis pintada
Ericrocis pintada är en biart som beskrevs av Roy R. Snelling och Thomas J. Zavortink 1984. Ericrocis pintada ingår i släktet Ericrocis och familjen långtungebin. Inga underarter finns listade i Catalogue of Life.

## Bildgalleri

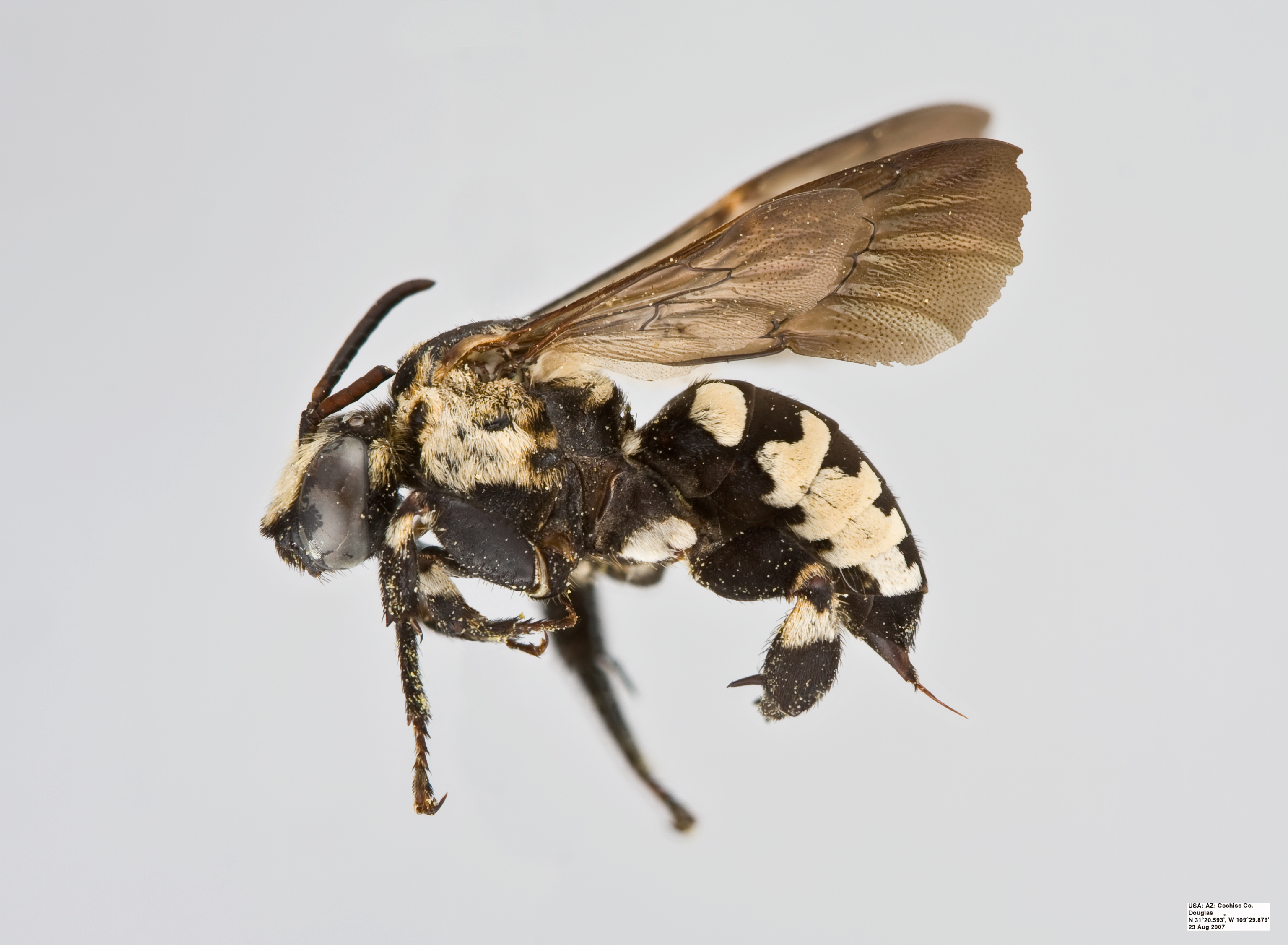